# Gunnar Göransson (cyklist)
Gunnar Wilhelm Göransson, född 14 juli 1933 i Norrköping, död 22 april 2012 i Norrköping, var en svensk cyklist. Han tävlade för CK Antilopen och Djurgårdens IF.
Göransson tävlade för Sverige vid olympiska sommarspelen 1956 i Melbourne, där slutade på 31:a plats i linjelopp. Vid olympiska sommarspelen 1960 i Rom tävlade Göransson i två grenar. Han slutade på 26:e plats i det individuella linjeloppet och var en del av Sveriges lag som slutade på femte plats i lagtempoloppet.
Göransson vann Österrike runt 1957. Han vann även Vättern runt samma år. Göransson tog SM-guld i 180 km linjelopp 1958.